# فورگاتن امپایرز
فورگاتن امپایرز (انگلیسی: Forgotten Empires) یک توسعه دهنده بازی‌های ویدیویی آمریکایی در سینسیناتی، اوهایو است که توسط برت بیکمن و رایان شپرد در سال ۲۰۱۳ تأسیس شد. این شرکت در ساخت بازی‌های استراتژی همزمان به ویژه در ژانر تاریخی تخصص دارد. اصلی‌ترین فعالیت فورگاتن امپایرز توسعه عناوین عصر فرمانروایان است. فورگاتن امپایرز در ژوئن ۲۰۲۲، توسط کی‌ورد استودیوز خریداری شد.